# Wimbledon 2019 (turniej legend mężczyzn)
Wimbledon 2019 – turniej legend mężczyzn – zawody deblowe legend mężczyzn, rozgrywane w ramach trzeciego w sezonie wielkoszlemowego turnieju tenisowego, Wimbledonu. Zmagania miały miejsce w dniach 9–14 lipca na trawiastych kortach All England Lawn Tennis and Croquet Club w London Borough of Merton – dzielnicy brytyjskiego Londynu.

## Drabinka

#### Klucz
- w/o – walkower
- k – krecz
- d – dyskwalifikacja
- Q – kwalifikant
- WC – dzika karta
- LL – szczęśliwy przegrany
- Alt – zawodnik zastępczy
- PR – ochrona rankingu
- SE – specjalna przepustka
- ITF – ranking ITF
- JE – ranking juniorski

### Faza finałowa
|  |       |                               |   |   |    |
|  | Finał |                               |   |   |    |
|  |       |                               |   |   |    |
|  |       |                               |   |   |    |
|  |       |                               |   |   |    |
|  | A1    | Arnaud Clément Michaël Llodra | 6 | 1 | 10 |
|  | A1    | Arnaud Clément Michaël Llodra | 6 | 1 | 10 |
|  | B4    | Xavier Malisse Maks Mirny     | 3 | 6 | 7  |
|  | B4    | Xavier Malisse Maks Mirny     | 3 | 6 | 7  |
|  |       |                               |   |   |    |

### Faza początkowa

#### Grupa A
|    |                                      | Clément Llodra            | Fleming Hutchins             | González Grosjean           | Haas Philippoussis           | Mecze W–L | Sety W–L | Gemy W–L | Miejsce |
| A1 | Arnaud Clément Michaël Llodra        |                           | 7:6(4), 7:6(3) (9 lipca)     | 6:3, 3:6, 11–9 (10 lipca)   | 6:3, 6:4 (13 lipca)          | 3–0       | 6–1      | 36–28    | 1.      |
| A2 | Colin Fleming Ross Hutchins          | 6:7(4), 6:7(3) (9 lipca)  |                              | 7:5, 6:4 (12 lipca)         | 3:6, 7:6(6), 10–7 (11 lipca) | 2–1       | 4–3      | 36–35    | 2.      |
| A3 | Fernando González Sébastien Grosjean | 3:6, 6:3, 9–11 (10 lipca) | 5:7, 4:6 (12 lipca)          |                             | 3:6, 7:6(3), 7–10 (9 lipca)  | 0–3       | 2–6      | 28–36    | 4.      |
| A4 | Tommy Haas Mark Philippoussis        | 3:6, 4:6 (13 lipca)       | 6:3, 6:7(6), 7–10 (11 lipca) | 6:3, 6:7(3), 10–7 (9 lipca) |                              | 1–2       | 3–5      | 32–33    | 3.      |

#### Grupa B
|    |                                 | Ančić Black            | Delgado Marray               | Enqvist Johansson            | Malisse Mirny               | Mecze W–L | Sety W–L | Gemy W–L | Miejsce |
| B1 | Mario Ančić Wayne Black         |                        | 7:6(6), 6:4 (9 lipca)        | 7:6(6), 7:5 (13 lipca)       | 3:6, 4:6 (10 lipca)         | 2−1       | 4−2      | 34−33    | 2.      |
| B2 | Jamie Delgado Jonathan Marray   | 6:7(6), 4:6 (9 lipca)  |                              | 6:2, 6:7(7), 8–10 (10 lipca) | 6:7(5), 2:6 (12 lipca)      | 0−3       | 1−6      | 30−36    | 4.      |
| B3 | Thomas Enqvist Thomas Johansson | 6:7(6), 5:7 (13 lipca) | 2:6, 7:6(7), 10–8 (10 lipca) |                              | 2:6, 7:6(4), 7–10 (9 lipca) | 1–2       | 3–5      | 30–39    | 3.      |
| B4 | Xavier Malisse Maks Mirny       | 6:3, 6:4 (10 lipca)    | 7:6(5), 6:2 (12 lipca)       | 6:2, 6:7(4), 10–7 (9 lipca)  |                             | 3–0       | 6–1      | 38–24    | 1.      |

## Pula nagród
| Runda                    | Pieniądze (£) |
| Zwycięzcy                | 27 000        |
| Finaliści                | 23 000        |
| Drugie miejsce w grupie  | 20 000        |
| Trzecie miejsce w grupie | 20 000        |
| Czwarte miejsce w grupie | 20 000        |